# Co się zdarzyło w Las Vegas
Co się zdarzyło w Las Vegas – amerykańska komedia romantyczna z 2008 roku. Cameron Diaz i Ashton Kutcher wcielają się w parę, która bierze ślub i wygrywa główną wygraną w kasynie podczas pijackiej nocy w Las Vegas, ale ich prosty plan szybkiego rozwodu i podziału pieniędzy komplikuje orzeczenie sądu rozwodowego. Tytuł oparty jest na haśle marketingowym Las Vegas „What Happens in Vegas, Stays in Vegas”.

## Obsada
- Cameron Diaz – Joy McNally
- Ashton Kutcher – Jack Fuller
- Rob Corddry – Hater
- Lake Bell – Tipper
- Jason Sudeikis – Mason
- Treat Williams – Jack Fuller Sr.
- Deirdre O’Connell – pani Fuller
- Michelle Krusiec – Chong
- Dennis Farina – Banger
- Queen Latifah – Dr Twitchell